# Mega Man 2
Mega Man 2, i Japan känt som Rockman 2: Dr. Wily no Nazo (ロックマン2 Dr.ワイリーの謎? lit. "Rockman 2: The Mystery of Dr. Wily"), är ett plattformsspel utvecklat och utgivet av Capcom till NES. Spelet är det andra i Mega Man-serien, och släpptes i Japan 1988, samt i Nordamerika och PAL-regionen de följande åren. I Mega Man 2 fortsätter spelfiguren Mega Man kämpa mot den onde Dr. Wily och hans robotar. Spelet innehåller grafiska och spelmässiga förändringar jämfört med föregångaren Mega Man, och många av dessa har bibehållits genom spelserien.   
Trots låga försäljningssiffrorna för Mega Man, tillät Capcom Rockman-teamet att skapa en uppföljare. De jobbade samtidigt på andra Capcom-projekt och använde sin lediga tid till att utveckla spelet. Outnyttjat innehåll från det föregående spelet integrerades i Mega Man 2.  Takashi Tateishi komponerade soundtracket och Yoshihiro Sakaguchi stod för ljudprogrammering. 
Med mer än 1,5 miljoner sålda kopior är spelet den bäst säljande Mega Man-titeln. Recensenter berömde dess ljud, det visuella och spelupplägget som en förbättring gentemot det första spelet. Flera publikationer rankar Mega Man 2 som det bästa spelet i serien, och som ett av de bästa datorspelen genom tiderna. Spelet har återutgivits på flertalet konsoler och mobiltelefoner. 

## Handling
Mega Man 2 utspelar sig efter det första spelet, under ett icke angivet årtal under 2000-talet (200X). Dr. Wily, spelseriens antagonist, bygger en ny fästning och en armé robotlika hantlangare, ledda av åtta nya ledarrobotar som han designat: Metal Man, Air Man, Bubble Man, Quick Man, Crash Man, Flash Man, Heat Man och Wood Man. Mega Man skickas iväg av sin skapare, Dr. Light, för att besegra Dr. Wily och hans ledarrobotar. Mega Man tillintetgör ledarrobotarna och utmanar sedan Dr. Wily själv. I slutstriden slår Mega Man ut Dr. Wilys holografiska projektor. Efter att vetenskapsmannen bett om nåd, skonar Mega Man Wily och återvänder hem.   

## Spelupplägg
Mega Man 2 är ett plattforms- och actionspel, precis som sin föregångare Mega Man. Spelaren kontrollerar Mega Man när han fortskrider genom de åtta nivåerna för att besegra spelets bossar, Dr. Wilys ledarrobotar: Metal Man, Air Man, Bubble Man, Quick Man, Crash Man, Flash Man, Heat Man, samt Wood Man. Varje ledarrobot har ett unikt vapen och en bana som är relaterad till kraften hos deras vapen. Till exempel skjuter Air Man små tornados och striden utförs i en bana med himlen som tema, medan Wood Man kan använda en sköld av löv och återfinns på en nivå med skogstema. När en boss har besegrats blir dess vapen tillgängligt för spelaren. Ledarrobotarna har svagheter sett till de andra ledarrobotars vapen, därför är den valda spelordningen av banorna en viktig del i spelet. Efter att vissa nivåer slutförts får Mega Man ett specialföremål. Dessa föremål genererar plattformar som gör det möjligt för Mega Man att komma åt ytor som han annars inte hade kunnat ta sig till.
När de åtta ledarrobotarna avklarats fortsätter spelaren till Dr. Wilys fästning som består av sex nivåer som spelas i en bestämd ordning. I det första spelet måste spelaren slåss mot varje ledarrobot en andra gång i Dr. Wilys fästning, men striderna utspelar sig här i ett enskilt rum istället för en serie av linjärt sammankopplade rum. Rummet innehåller teleporteringsmaskiner som leder till varje ledarrobot. Maskinerna kan äntras i valfri ordning, men är inte märkta. Efter att bossarna ännu en gång besegrats, måste spelaren konfrontera Dr. Wily. 
Mega Man 2 har några spelmässiga förändringar i förhållande till Mega Man. Ett nytt föremål, ”Energy Tank”, tillåter spelaren att fylla på Mega Mans hälsa när som helst. Ett lösenordssystem introduceras också. När en ledarrobot tillintetgjorts visas ett lösenord som möjliggör för spelaren att återvända till den specifika del i spelet efter att systemet startats om. Lösenordet sparar den särskilda listan över avklarade ledarrobotar, liksom antalet ihopsamlade Energy Tanks. Till skillnad från det första spelet, finns det ingen poängräknare i Mega Man 2, och spelaren kan inte återvända till ledarrobotarnas nivåer när de väl slutförts.

## Utveckling
Mega Man 2 utvecklades och utgavs av Capcom. I retrospekt beskrev producenten Keiji Inafune, med aliaset Inafking, spelets utveckling som en "tyst prestation". Det första Mega Man-spelet, utgivet 1987, var inte tillräckligt framgångsrikt för att rättfärdiga en omedelbar utveckling av en efterföljare. Capcom tillät utvecklingsteamet att skapa en efterföljare på villkoret att de samtidigt även jobbade med andra projekt. Personalen tillbringade sin egen tid med projektet för att förbättra aspekter från originalspelet genom att lägga till fler nivåer och vapen, och bättra på grafiken. Projekthandledaren för första Mega Man bjöd in Inafune till efterföljarens utvecklingslag. Inafune jobbade vid den tiden med ett separat spel. I föregångaren var Inafune verksam som grafik- och spelfigursdesigner, men blev mer involverad i produktionsprocessen i efterföljaren. "Att jobba med [Mega Man 2] markerade mitt andra år med detta, och jag fick till och med handleda en 'ny unge', som öppnade en helt ny värld av stress för mig," berättade Inafune. Utvecklingstiden för spelet tog endast tre till fyra månader.
På grund av spelkassettens begränsade utrymme på det första spelet, utelämnades innehåll i den färdiga produkten. De oanvända delarna förflyttades senare till Mega Man 2. Utvecklingsteamet begränsades av konsolens grafiska kapacitet, och designade spelfigurer som pixlar för att behålla en konsekvent linje mellan designen och det slutliga spelet. Några element av designen försvann trots det i övergången. Spelupplägget i originalspelet återanvändes i Mega Man 2, men teamet inkluderade fler fällor för spelaren att navigera mellan. Spelets tre hjälpföremål lades till för att stödja spelaren, eftersom klagomål förekom bland konsumenter och Capcoms marknadsföringsavdelning rörande originalspelets höga svårighetsgrad. Inafunes handledare var "särskilt osäker" på nyttan med Energy Tanks. Utvecklarna tillät förslag från allmänheten genom att inkorporera design av bossar gjorda av fans. Capcom fick 8 370 förslag till spelet, men designen för de slutliga åtta ledarrobotarna ändrades ("tweakades"). Inafune avsåg sin artwork till Mega Man 2 vara mer "anime-lik" än i det första spelet. En andra svårighetsgrad tillades till den nordamerikanska utgivningen. Originalversionen namngavs som "svår", och ett "normal"-läge skapades som gjorde "armkanonen" och bossarnas vapen kraftfullare.
Soundtracket till Mega Man 2 komponerades av Takashi Tateishi, även under namnet Ogeretsu Kun. Manami Matsumae, som komponerade musiken till det första Mega Man, bidrog med musiken till Air Man-banan. Precis som i det tidigare spelet utfördes ljudprogrammeringen av Yoshihiro Sakaguchi, även nämnd som "Yuukichan's Papa".
Den erfarne datorspelsomslags-illustratören Marc Ericksen målade det nordamerikanska omslaget, där Mega Man avfyrar en pistol i stället för hans vanliga Mega Buster. Ericksen förklarade att "Jag visste ingenting om Mega Man, och [efter att jag tittade på spelfiguren när den strider] sade jag till reklamformgivaren, 'Vad skjuter han med?'... Han sade: 'Ja, han måste ha en pistol, för att jag kan inte se ett gevär.'... Jag sade, 'Så, en pistol? Vill du att jag ska göra en pistol?' Och han sade: 'Ja, vi får sätta en pistol där.' Så jag gjorde vad jag blev tillsagd och jag satte dit pistolen. Lägg till det faktum att de bara hade typ en och en halv dag för mig att göra målningen och det som blev slutresultatet var inte det bästa. Men visserligen ett resultat som inte var mitt fel. Jag menar, de talade om för mig att sätta pistolen i handen!"

## Mottagande
| Mottagande                | Mottagande      |
| Recensionsbetyg           | Recensionsbetyg |
| Publikation               | Betyg           |
| ------------------------- | --------------- |
| Electronic Gaming Monthly | [ 23 ]          |
| Famitsu                   | 28/40           |
| IGN                       | [ 25 ]          |
| Mean Machines             | 95%             |
| Total!                    | 83%             |

Det första Mega Man-spelet hade relativt låga försäljningssiffror, men Mega Man 2 blev en stor framgång. Sedan dess utgivning 1988 har Mega Man 2 sålt över 1,5 miljoner exemplar världen över. Spelet är det bäst säljande i Mega Man-serien och är Capcoms 30:e mest sålda speltitel. Mega Man 2 togs emot väl av kritiker. Steve Harris, Ed Semrad, Donn Nauert, och Jim Allee på spelmagasinet Electronic Gaming Monthly gav spelet ett bra betyg. De framhöll att det var bättre än det första Mega Man, och skrev att de förbättrade audiovisuella delarna, nya power-ups, och lösenordssystemet. Nauert och Allee uttryckte dock besvikelse över att spelet var mindre svårt än i det första spelet. Nadia Oxford på 1UP.com berömde dess estetik och spelupplägg. Hon tyckte också att Mega Man 2 förbättrade spelupplägget från dess föregångare genom att ta bort överdrivet svåra element. Mean Machines två recensenter Julian Rignall och Matt Regan lyfte fram flera aspekter i spelet. Rignall lovordade spelets pussel och spelupplägg, vilket han betraktade som beroendeframkallande. Regan hyllade svårighetsgraden och kallade spelupplägget balanserat. Båda berömde grafiken och beskrev dem som detaljerade och fantastiska, och kallade det ett mycket bra plattformsspel. Richard Burton på Retro Gamer benämnde det som ett "måste-spel" till systemet, kommentarer som genljöd av två av Electronic Gaming Monthlys recensenter. Zach Miller på Game Informer tillskrev spelets framgång spelarnas val att klara banorna i den ordning de ville. Han berömde det enkla kontrollupplägget och variationen bland vapen och föremål. Gamesradar rankade det som det tredje bästa NES-spelet som någonsin gjorts. Personalen kallade det för "höjdpunkten" bland 8-bitarsspelen inom Mega Man-serien.
Spelets soundtrack har fått bra mottagande av recensenter. Joey Becht på IGN listade musiken på tre banor från Mega Man 2 tillsammans med titellåten bland de bästa i serien. 2008 listade Game Informer Mega Man 2s introsekvens som den femte bästa inom datorspel, och nämnde den stegrande spänningen som musiken och spelfigurens framträdande ger. "Doctor Wily Stage Theme" rankades på andra plats i Screwattacks video "Topp 10 bästa datorspelsmotiv". 2008 hyllade personalen på Nintendo Power spelets musik och beskrev den som bland de bästa på NES. 2009 omnämnde Gamasutras Brandon Sheffield att musiken var lätt att känna igen, och klagade på att modern spelmusik led brist på den egenskapen.
Mega Man 2 är ett av favoritspelen bland Mega Man-fans, där många kallar det för det bästa i serien. Kritiker har också refererat till spelet som seriens bästa titel. Nadia Oxford ansåg det vara en av de mest minnesvärda titlarna i serien, och Burton kallade spelet det bästa i serien. IGN:s Levi Buchanan listade tre av spelets bossar bland "Topp 10 Mega Man robotledare". Flertalet publikationer anser spelet vara en kritikmässig succé och har listat det högt på "bästa spel"-listor. Vid slutet av 1989 rankades det på första plats i Nintendo Powers "Topp 30"-lista. I augusti 2008 listade Nintendo Power Mega Man 2 som det tredje bästa spelet till Nintendo Entertainment System. Redaktionen lyfte fram de polerade förbättringarna gentemot det tidigare spelet. Gamespot namngav Mega Man 2 som ett av "de bästa datorspelen genom tiderna". Det fick plats 33 i Nintendo Powers lista "Topp 200 bästa Nintendo-spel någonsin" och plats 60 i Official Nintendo Magazines lista "100 bästa Nintendo-spel". Zach Miller ansåg det vara ett av de bästa spelen genom tiderna. 2007 sammanställde IGN:s tre kontor i USA, Storbritannien och Australien en lista över topp 100 bästa spel. De listade Mega Man 2 som nummer 67, och noterade dess action och de strategiska delarna och den påverkan det hade på serien. Mega Man 2 hamnade på fjärde plats på IGN:s lista "Topp 100 NES-spel".

## Eftermäle
Keiji Inafune förklarade att framgången med Mega Man 2 är det som gjorde Mega Man-serien till en hit som fortsätter att frambringa efterföljare. 1UP.com kommenterade att spelet hjälpte till att etablera serien som en prominent och kommersiellt framgångsrik spelfranchise. IGN nämnde Mega Man 2 som en titel som bidrog till att definiera actionplattformsgenren. Retro Gamer tillskrev det som spelet som hjälpte serien att få uppmärksamhet globalt, som i sin tur möjliggjorde att spinoffs och fler efterföljare kunde göras. Många av konventionerna i originalserien av Mega Man definierades av det första spelet, men Mega Man 2 adderade konventioner som bevarades. Det traditionella antalet ledarrobotar i serien är åtta, precis som i Mega Man 2, istället för sex som används i originalspelet. Det var det första i serien som hade en filmisk öppningsscen. Mega Man 2 införde också föremålet Energy Tank, föremål för specialförflyttningar, teleporteringsrummet och lösenordssystemet, som blev beståndsdelar i framtida titlar. Energy Tank blev seriens ikoniska föremål för återställning av hälsa och var senare inspiration till PR för en dryck, "Rockman E-Can". Under utvecklingen av Mega Man 9 tittade producenten Inafune och Hironobu Takeshita på de två första spelen i serien för att få inspiration, där Mega Man 2 tjänade som en standard att överträffa för att möta fansens förväntningar. Mega Man Universe skulle innehålla en remake av Mega Man 2s storykampanj, liksom skräddarsydda spelfigurer och nivåer. Capcom har dock officiellt utannonserat en nedläggning av spelet på grund av "olika omständigheter". I Super Smash Bros. for Nintendo 3DS och Wii U förekommer Wily Castle, som det skildras i Mega Man 2, som en valbar bana i båda versionerna av spelet. 

### Återutgivningar

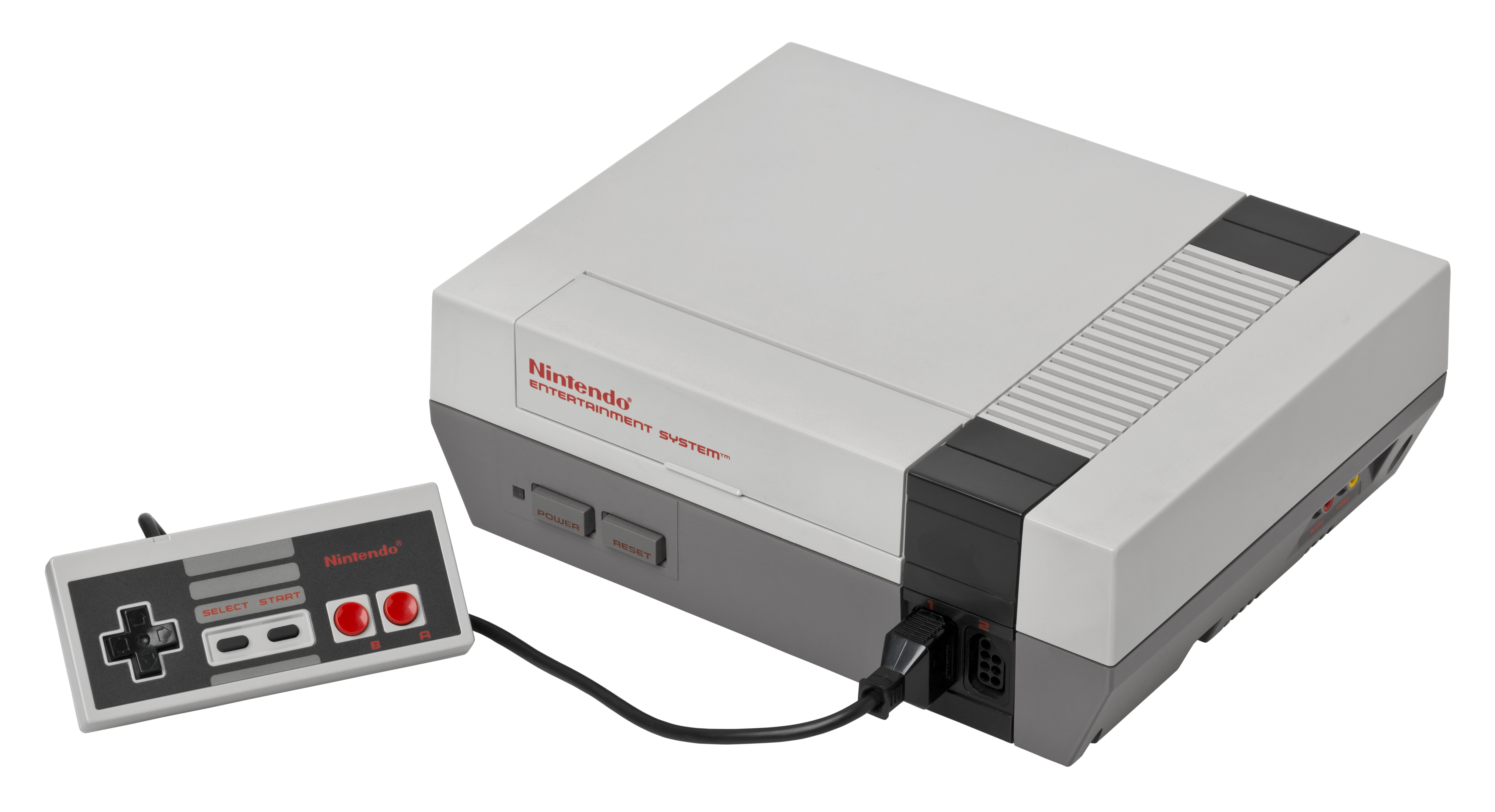
Mega Man 2 gavs ursprungligen ut till Nintendo Entertainment System (NES), men har senare kommit ut till andra konsoler och format.

1990 producerade Tiger Electronics en handhållen elektronisk version med förkortat spelupplägg. 1999 återutgavs Mega Man 2 till Sonys konsol Playstation. Detta som den andra av sex Rockman Complete Works-skivor, dock enbart släppt i Japan och under den ursprungliga titeln Rockman 2. Spelet är i stort sett identiskt med originalutgåvan till NES, men hade ett antal bonusfunktioner såsom "navi mode" för nybörjare som presenterar spelaren med en någorlunda nygjord version av spelet, detaljerade encyklopediska innehåll, bildgallerier och remixmusik. Mega Man 2 fanns tillsammans med nio andra spel i serien med i Mega Man Anniversary Collection till Playstation 2, Gamecube och Xbox, utgivna mellan 2004 och 2005. Spelets emulator är densamma som återutgivningen innehöll i Rockman Complete Works. 2005 släpptes Mega Man 2 tillsammans med andra Capcom-spel som en del av tillägget "Plug It In & Play TV Games" av Jakks Pacific. Mega Man 2 kom till mobiltelefoner 2007. Spelet lades till som en del av Wiis tjänst Virtual Console i PAL-regionerna den 14 december 2007. I samband med firandet av den nionde titelns utgivning i september 2008 släppte Capcom Japan spelet den 26 augusti 2008 i Japan, samt i Nordamerika den 15 september 2008. I mars 2009 släppte Capcom spelet till iOS, medan versionen Complete Works av Mega Man 2 släpptes på japanska Playstation Store, vilket gjorde nedladdning tillgängligt till Playstation 3 och PlayStation Portable. Inafune uttryckte en önskan om göra en remake av Mega Man 2, liknande Mega Man Powered Up, en remake som släpptes till Playstation Portable 2006, men konstaterade att ett sådant projekt var beroende av den kommersiella framgången hos det senare spelet. En demo till Nintendo 3DS kallad Classic Games visades på evenemanget E3 2010, och skildrade fler än ett dussin klassiska spel, inklusive Mega Man 2, som använde 3D-effekter. Reggie Fils-Aime, VD:n för Nintendo of America, tillkännagav att titlarna var ämnade för utgivning på 3DS och troligtvis skulle använda 3DS-funktioner, så som 3D-effekter, analog kontroll eller stöd för kamera. Spelet släpptes till 3DS via Virtual Console i Japan den 8 augusti 2012, och gavs ut i Europa och Nordamerika den 7 februari 2013.
Mega Man 2 blev en del av novellserien Worlds of Power och publicerades av Scholastic 1990. Novellen följer det mesta av spelet och erbjuder även speltips i slutet av vissa kapitel. Förutom de tillagda dialogerna är en största variation i novellen att Dr. Light fruktar för Mega Mans chans mot Dr. Wilys mer kraftfulla robotar och samtidigt som han försökte duplicera honom blev han av misstag förvandlad till en människa, en svårighet som Mega Man måste uthärda genom hela berättelsen. Bokens omslag saknar också vapnet som avbildas på den nordamerikanska omslaget av spelet, på grund av en "inga vapen"-policy som Worlds of Kraft-författare var tvungna att hålla sig till.